# Tore Ahlbäck
Tore Johan Ahlbäck, född 14 mars 1941 i Helsingfors, är en finländsk teolog och bibliotekarie. Han är son till Olav och Ragna Ahlbäck.
Ahlbäck blev filosofie doktor 1983. Han tjänstgjorde som föreståndare för Donnerska institutet i Åbo 1982–1999 och utnämndes 1999 till överbibliotekarie vid Åbo Akademis bibliotek. Han blev docent i religionskunskap vid Åbo Akademi 1996 och chefredaktör för den teologiska tidskriften Temenos 1991.
I sin forskning har Ahlbäck bland annat kartlagt teosofins uppkomst i Finland. 